# Bothriechis schlegelii
La vipera dalle ciglia (Bothriechis schlegelii) (BERTHOLD, 1846) o crotalo cornuto delle palme è una specie di serpente velenoso appartenente al genere Bothriechis.
In Centro America è chiamato bocaracá.

## Descrizione
Le ciglia scagliose di questo colorato crotalino gli donano un aspetto minaccioso che si ritrova nel suo metodo di caccia, in quanto attacca con un unico morso letale.
Le pupille di questo rettile sono verticali e (come per i gatti) si dilatano nell'oscurità; i serpenti infatti riescono a vedere i movimenti e i colori, ma non i particolari dell'obbiettivo.
Oltre agli occhi questa vipera possiede altri due organi per lei molto importanti: la lingua biforcuta e le fossette.
La prima viene usata per individuare l'odore delle prede, facendola saettare dentro e fuori dalla bocca e inserendola successivamente nell'organo vomeronasale (o di Jacobson), situato sul palato, che analizza gli odori "catturati".
Le seconde sono situate davanti a ciascun occhio e servono per rilevare il calore corporeo delle prede a sangue caldo.

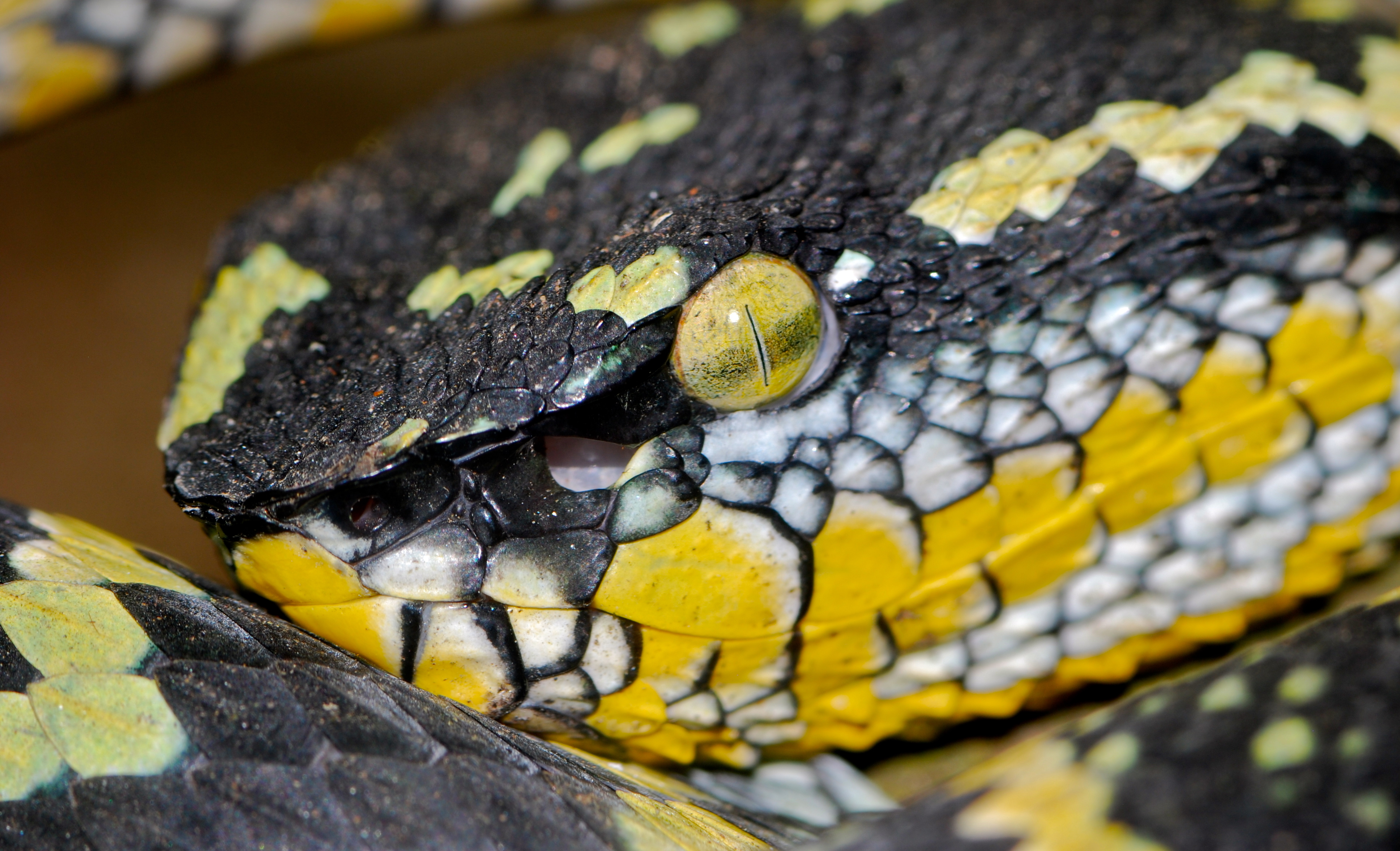
Le fossette in una vipera delle palme di Wagler (Tropidolaemus wagleri)

La lunghezza media di questo serpente va dai 45 ai 60 cm, anche se alcuni esemplari misurano fino a 75 cm.
Gli esemplari in natura vivono fino a 10 anni.

### Le ciglia
Le ciglia sono una serie di scaglie spinose che si trovano sopra ciascun occhio e che gli donano uno sguardo minaccioso e inquietante.
Alcuni erpetologi credono che le ciglia servono a questa specie (in quanto arboricola) per proteggere gli occhi mentre il serpente si muove tra le foglie o passa da un ramo all'altro.

### La dieta
Questo animale si nutre principalmente di piccoli mammiferi, piccoli uccelli, lucertole e rane.

## Distribuzione e habitat
La vipera dalle ciglia si muove tra liane, cespugli, palme e altri alberi, solitamente in prossimità di corsi d'acqua, in tutta la fascia tropicale americana; dal Messico fino alla Colombia, al Venezuela e all'Ecuador, attraverso tutto il Centro America.

## Veleno
Il terribile veleno di questo serpente è molto pericoloso e viene iniettato nella vittima tramite un unico e profondo morso.
Si tratta di un'emotossina che distrugge i vasi sanguigni e i globuli rossi. Se una persona viene morsa, e non viene portata in ospedale velocemente, l'effetto del veleno può essere letale, in quanto inizierà a sanguinare dagli occhi, dalla bocca e dai reni, portando il malcapitato a una morte lenta e atroce. Solo in Costa Rica questo serpente uccide circa sei persone all'anno.
Le sue zanne sono retrattili e ognuna ha una serie di rimpiazzi che crescono dietro. Quando una di queste zanne "di scorta" è cresciuta abbastanza, quella davanti si allenterà e si staccherà, rimanendo nella carne della vittima successiva.

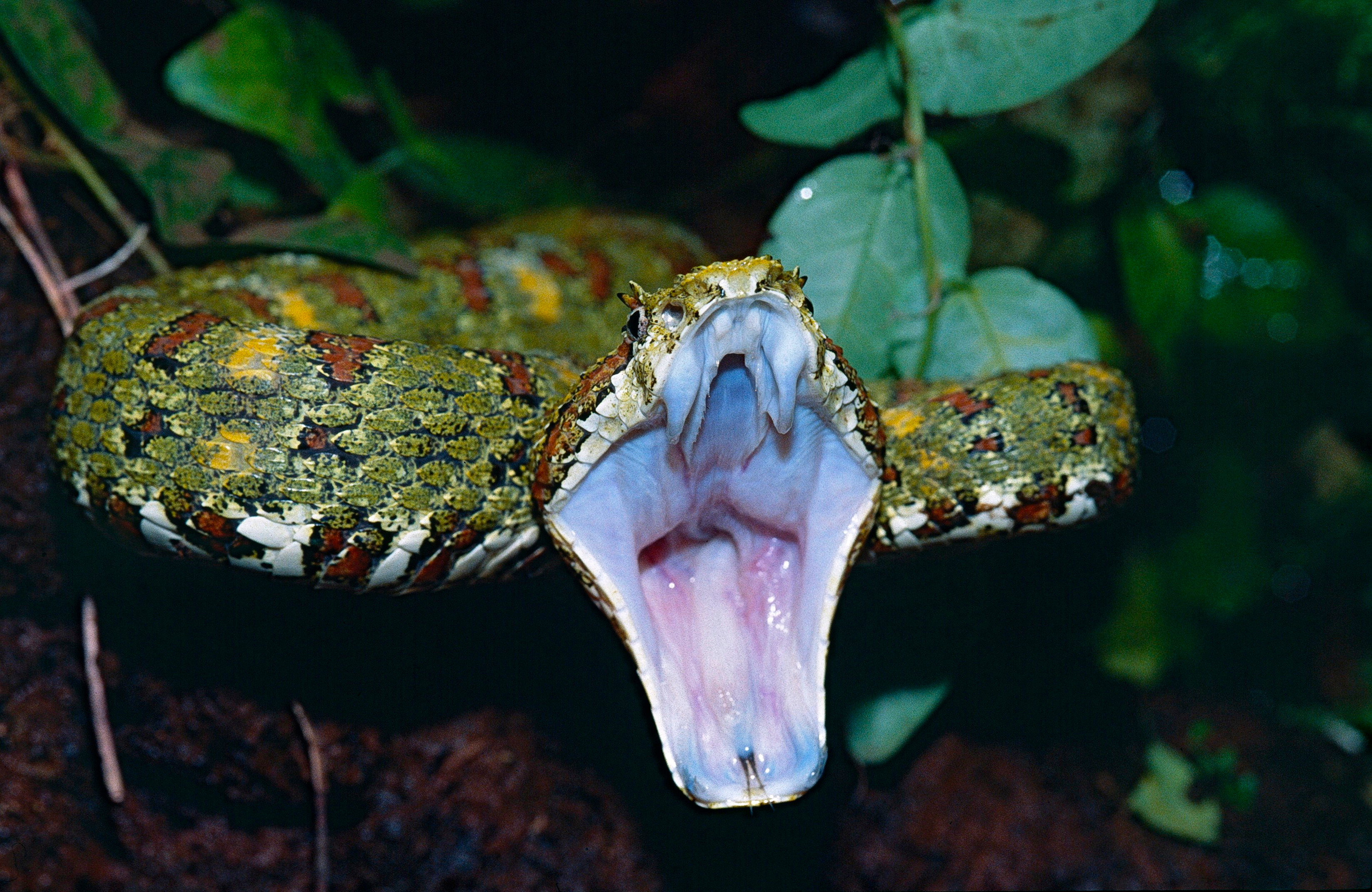

## Riproduzione
Questa specie è vivipara e la femmina dà alla luce 12 piccoli per volta, che possono essere di diversi colori.